# Koszykówka na Letniej Uniwersjadzie 2013
Koszykówka na Letniej Uniwersjadzie 2013 została rozegrana w dniach 7 lipca  – 16 lipca 2013. Do rozdania były dwa komplety medali, po jednym w turnieju dla mężczyzn i kobiet. W turnieju męskim wystartowały 24 reprezentacje, natomiast w turnieju pań 16 reprezentacji. Obrońcą tytułu mistrzowskiego sprzed 2 lat była reprezentacja Sebii wśród mężczyzn i reprezentacja Stanów Zjednoczonych wśród kobiet.

## Medaliści
| Konkurencja:                | Złoto:            | Srebro:   | Brąz:     |
| Mężczyźni                   |                   |           |           |
| Turniej drużynowy szczegóły | Rosja             | Australia | Serbia    |
| Kobiety                     |                   |           |           |
| Turniej drużynowy szczegóły | Stany Zjednoczone | Rosja     | Australia |

## Turniej mężczyzn
Grupa A
- Rosja
- Niemcy
- Korea Południowa
- Estonia
- Ukraina
- Oman

Grupa B
- Serbia
- Rumunia
- Meksyk
- Mongolia
- Japonia
- Filipiny

Grupa C
- Kanada
- Australia
- Stany Zjednoczone
- Czechy
- Szwecja
- Zjednoczone Emiraty Arabskie

Grupa D
- Litwa
- Brazylia
- Finlandia
- Norwegia
- Chiny
- Chile

## Turniej kobiet
Grupa A
- Rosja
- Szwecja
- Polska
- Mongolia

Grupa B
- Stany Zjednoczone
- Czechy
- Brazylia
- Mali

Grupa C
- Chińskie Tajpej
- Kanada
- Ukraina
- Japonia

Grupa D
- Australia
- Węgry
- Finlandia
- Chiny